# Firebase Studio
Firebase Studio（ファイアベース スタジオ、旧称: Project IDX）は、Google が開発したオンライン統合開発環境である。Visual Studio Code をベースとしており、インフラは Google Cloud で稼働する。
Visual Studio Code に含まれている既存の機能、言語、プラグインに加えて、Gemini による生成 AI アシスタント、Nix インテグレーション、iOS および Android エミュレーターなど、Google による独自の機能も含まれている。また、JavaScript、Python、Go プロジェクト用のテンプレートや、Node、Angular、Flutter、Next.js、React、Firebase、Google マップ、Flask などのさまざまな Web フレームワークおよびクロスプラットフォーム フレームワーク用のテンプレートも提供している。
Project IDX は、2024年5月14日 にオープン ベータ版としてリリースされ、ユーザーは順番待ちリストに登録することで利用できた。2025年4月15日 に、名前が Project IDX から Firebase Studio に変更された。